# Reigada
 (mars 2025).
Si vous disposez d'ouvrages ou d'articles de référence ou si vous connaissez des sites web de qualité traitant du thème abordé ici, merci de compléter l'article en donnant les références utiles à sa vérifiabilité et en les liant à la section « Notes et références ».
Reigada est une localité portugaise, anciennement le siège de la freguesia de Reigada,  du concelho de Figueira de Castelo Rodrigo.